# Waża Kaczarawa
Waża Kaczarawa (gruz. ვაჟა კაჭარავა; ur. 2 stycznia 1937 w Tbilisi) – gruziński siatkarz reprezentujący Związek Radziecki, złoty medalista igrzysk olimpijskich, mistrzostw Europy i Pucharu Świata, trener.

## Życiorys
W 1963 Kaczarawa był w składzie reprezentacji Związku Radzieckiego, która zdobyła brąz na mistrzostwach Europy organizowanych w Rumunii. Wystąpił na igrzyskach olimpijskich 1964 w Tokio. Zagrał wówczas w siedmiu z dziewięciu meczów. Reprezentanci Związku Radzieckiego odnieśli jedną porażkę (z Japończykami) i mieli tyle samo punktów co Czechosłowacy, jednak mieli lepszy bilans setowy dzięki czemu zajęli pierwsze miejsce w turnieju. W 1965 Kaczarawa wraz z reprezentacją triumfował w rozgrywanych w Polsce Pucharze Świata. W następnym roku zdobył brązowy medal na mistrzostwach świata w Czechosłowacji. W 1967 na mistrzostwach Europy w Turcji zawodnicy Związku Radzieckiego wywalczyli tytuł mistrzowski. W kadrze narodowej występował w latach 1959–1967.
Od 1955 do 1964 Kaczarawa grał w klubie Buriewiestnik w Tbilisi. W latach 1965–1971 reprezentował klub Dinamo Moskwa. W 1972 ukończył Moskiewski Państwowy Uniwersytet Techniczny im. N.E. Baumana. W latach 1973–1981 był trenerem moskiewskiego klubu MWTU, z którym zajął trzecie miejsce w mistrzostwach ZSRR w 1977. Był trenerem reprezentacji młodzieżowej gruzińskiej SRR (1976–1977), reprezentacji ZSRR (1977), dorosłej drużyny gruzińskiej SRR, a następnie reprezentacji Gruzji (1984–1994). Mieszka w Tbilisi.
W 1961 został wyróżniony tytułem Zasłużony Mistrz Sportu ZSRR. Ponadto przyznano mu tytuł Międzynarodowy Mistrz Sportu (1966), Honorowy Mistrz Sportu (1968) i Honorowy Trener ZSRR (1982). Został odznaczony gruzińskim Medalem Wachtanga I Gorgassali II klasy, a w 2013 przyznano mu Order Honoru. Jest członkiem Gruzińskiego Narodowego Komitetu Olimpijskiego.